# 親鼻駅

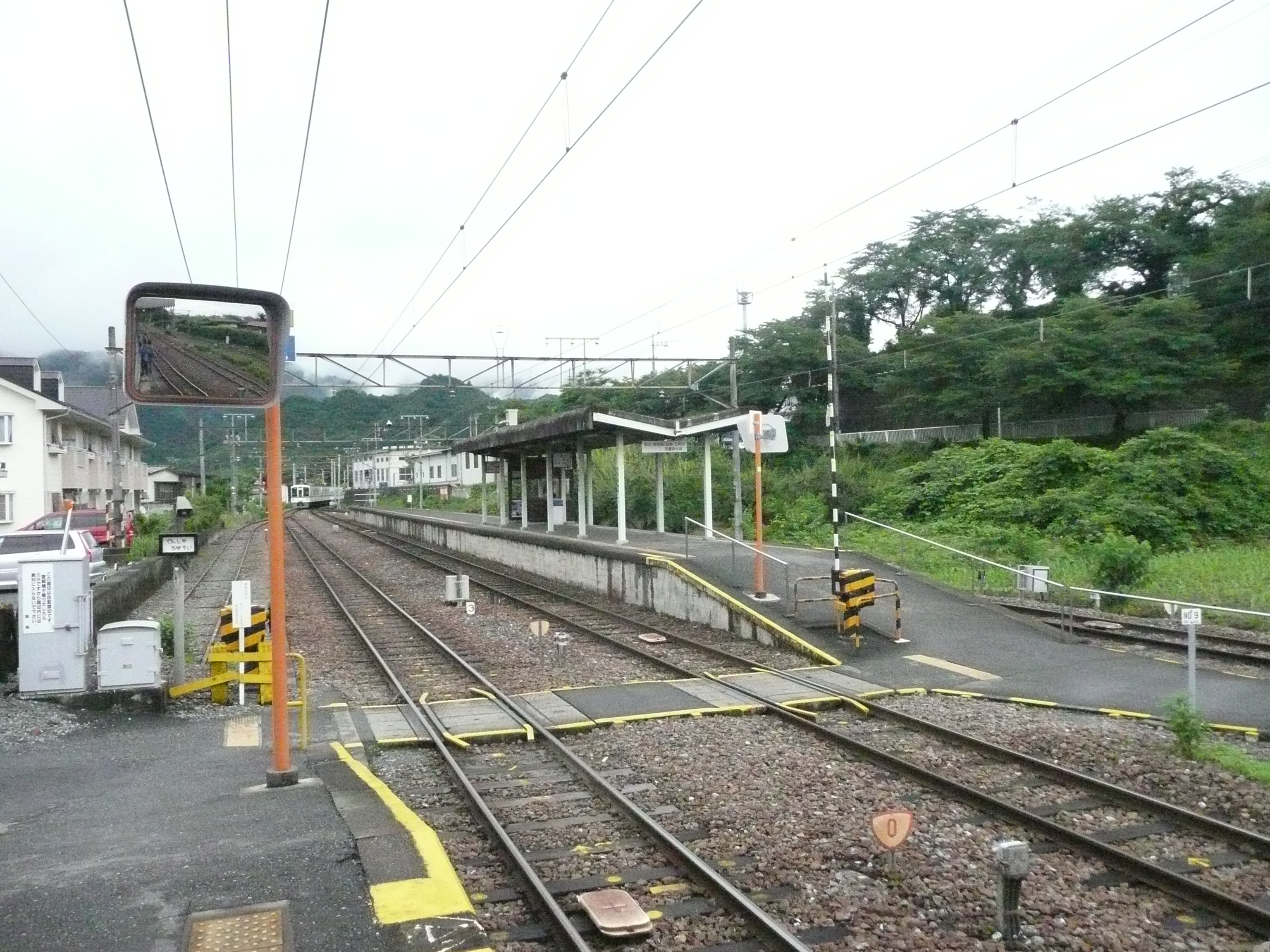
2・3番線ホーム（2008年6月22日）

親鼻駅（おやはなえき）は、埼玉県秩父郡皆野町大字皆野にある秩父鉄道秩父本線の駅である。駅番号はCR26。

## 歴史
- 1914年（大正3年）10月27日：開業。
- 2020年（令和2年）1月29日：副駅名「美の山登山口」が設定され、「親鼻（美の山登山口）駅」となる。
- 2022年（令和4年）3月12日：ICカード「PASMO」の利用が可能となる[1]。同時に無人化[1]。

## 駅構造
単式ホーム+島式ホーム2面3線の地上駅。木造駅舎を有する。無人駅である。簡易PASMO改札機設置駅。
無人化以前は業務委託駅（管理駅:寄居駅）であり、駅係員勤務時間は平日の月・水・金曜日は7:30 - 14:30、平日の火・木曜日は9:00 - 16:00、土休日は8:00 - 16:00となっていた。
トイレは、改札内にあり水洗式である。

### のりば
| 番線 | 路線                                     | 方向                                     | 行先                                     |
| ---- | ---------------------------------------- | ---------------------------------------- | ---------------------------------------- |
| 1    | ■秩父線                                  | 上り                                     | 長瀞・寄居・熊谷・行田市・羽生方面       |
| 2    | ■秩父線                                  | 下り                                     | 秩父・三峰口方面                         |
| 3    | （貨物列車待機用。客扱いには使われない） | （貨物列車待機用。客扱いには使われない） | （貨物列車待機用。客扱いには使われない） |

## 利用状況
- 2019年度の1日平均乗車人員は191人である。

| 年度               | 乗車人員 （1日平均） |
| ------------------ | -------------------- |
| 2009年（平成21年） | 261                  |
| 2010年（平成22年） | 234                  |
| 2011年（平成23年） | 223                  |
| 2012年（平成24年） | 216                  |
| 2013年（平成25年） | 215                  |
| 2014年（平成26年） | 209                  |
| 2015年（平成27年） | 205                  |
| 2016年（平成28年） | 198                  |
| 2017年（平成29年） | 197                  |
| 2018年（平成30年） | 196                  |
| 2019年（令和元年） | 191                  |

## 駅周辺
- 国道140号
- 埼玉県道37号皆野両神荒川線
- 埼玉県道205号親鼻停車場線
- 埼玉県道348号下戦場塩貝戸線
- 埼玉県西関東連絡道路建設事務所
- 荒川
  - 親鼻橋
  - 荒川橋梁（親鼻鉄橋）
  - 親鼻橋河原
  - 紅簾片岩
- 道の駅みなの
- 皆野病院
- 秩父警察署 皆野交番
- 皆野町立皆野中学校
- 皆野町立皆野小学校

## 路線バス
| 乗り場 | 乗り場 | 系統   | 主要経由地           | 行先       | 運行会社     | 備考 |
| ------ | ------ | ------ | -------------------- | ---------- | ------------ | ---- |
| 親鼻駅 |        | 三沢線 |                      | 皆野駅     | 西武観光バス |      |
| 親鼻駅 |        | 三沢線 | 中三沢・栃谷・秩父駅 | 西武秩父駅 | 西武観光バス |      |

## 隣の駅
秩父鉄道
■秩父本線
□SLパレオエクスプレス・■急行「秩父路」
通過
□各駅停車
上長瀞駅 (CR25) - 親鼻駅 (CR26) - 皆野駅 (CR27)